# Loewia brevifrons
Loewia brevifrons là một loài ruồi trong họ Tachinidae.